# 奥列格·科斯京
奥列格·奥列格维奇·科斯京（俄语：Олег Олегович Костин，1992年5月6日—）来自下诺夫哥罗德，是一名俄罗斯男子游泳运动员，主攻蛙泳和蝶泳，为莫斯科中央陆军体育俱乐部的成员。他在童年时被父母带到泳池边开始学习游泳，之后师从教练Sergey Shatov直至14岁时。他在职业生涯初期主要练习蛙泳，后来他将主要精力转到蝶泳上，但仍有兼顾蛙泳。他的妻子同样曾从事过游泳运动并在退役后担任教练，两人育有两个儿子。